# Méry-sur-Marne
Méry-sur-Marne és un municipi francès, situat al departament de Sena i Marne i a la regió de Illa de França. L'any 2007 tenia 594 habitants.
Forma part del cantó de La Ferté-sous-Jouarre, del districte de Meaux i de la Comunitat de comunes del Pays fertois.

## Demografia

### Població
El 2007 la població de fet de Méry-sur-Marne era de 594 persones. Hi havia 227 famílies, de les quals 62 eren unipersonals (31 homes vivint sols i 31 dones vivint soles), 59 parelles sense fills, 94 parelles amb fills i 12 famílies monoparentals amb fills.
La població ha evolucionat segons el següent gràfic:
Habitants censats

### Habitatges
El 2007 hi havia 296 habitatges, 235 eren l'habitatge principal de la família, 41 eren segones residències i 20 estaven desocupats. 280 eren cases i 11 eren apartaments. Dels 235 habitatges principals, 209 estaven ocupats pels seus propietaris, 14 estaven llogats i ocupats pels llogaters i 12 estaven cedits a títol gratuït; 1 tenia una cambra, 14 en tenien dues, 45 en tenien tres, 56 en tenien quatre i 119 en tenien cinc o més. 188 habitatges disposaven pel capbaix d'una plaça de pàrquing. A 98 habitatges hi havia un automòbil i a 113 n'hi havia dos o més.

### Piràmide de població
La piràmide de població per edats i sexe el 2009 era:
| Homes | Edats   | Dones |
| ----- | ------- | ----- |
| 0     | 95 o +  | 0     |
| 0     | 90 a 94 | 0     |
| 4     | 85 a 89 | 4     |
| 4     | 80 a 84 | 0     |
| 0     | 75 a 79 | 20    |
| 16    | 70 a 74 | 16    |
| 8     | 65 a 69 | 12    |
| 12    | 60 a 64 | 8     |
| 12    | 55 a 59 | 12    |
| 16    | 50 a 54 | 20    |
| 20    | 45 a 49 | 32    |
| 12    | 40 a 44 | 16    |
| 20    | 35 a 39 | 12    |
| 16    | 30 a 34 | 20    |
| 16    | 25 a 29 | 8     |
| 12    | 20 a 24 | 28    |
| 20    | 15 a 19 | 12    |
| 24    | 10 a 14 | 12    |
| 4     | 5 a 9   | 8     |
| 8     | 0 a 4   | 20    |

## Economia
El 2007 la població en edat de treballar era de 406 persones, 312 eren actives i 94 eren inactives. De les 312 persones actives 276 estaven ocupades (152 homes i 124 dones) i 37 estaven aturades (19 homes i 18 dones). De les 94 persones inactives 29 estaven jubilades, 30 estaven estudiant i 35 estaven classificades com a «altres inactius».

### Ingressos
El 2009 a Méry-sur-Marne hi havia 252 unitats fiscals que integraven 642 persones, la mediana anual d'ingressos fiscals per persona era de 20.870 €.

### Activitats econòmiques
Dels 13 establiments que hi havia el 2007, 1 era d'una empresa de fabricació d'altres productes industrials, 2 d'empreses de construcció, 8 d'empreses de comerç i reparació d'automòbils, 1 d'una empresa d'hostatgeria i restauració i 1 d'una empresa d'informació i comunicació.
Dels 3 establiments de servei als particulars que hi havia el 2009, 1 era un electricista, 1 empresa de construcció i 1 restaurant.

## Equipaments sanitaris i escolars
El 2009 hi havia una escola elemental integrada dins d'un grup escolar amb les comunes properes formant una escola dispersa. Méry-sur-Marne disposava d'un col·legi d'educació secundària amb 39 alumnes.

## Poblacions més properes
El següent diagrama mostra les poblacions més properes.